# Flagey (Haute-Marne)
Pour les articles homonymes, voir Flagey.
Flagey est une commune française située dans le département de la Haute-Marne, en région Grand Est.

## Géographie

### Localisation
La commune s'étend sur 800 hectares, en partie sur le plateau de Langres et en partie dans le vallon de la Losne où se cache le village.
Il existe 3 écarts importants :
- la ferme de la Croisée, avec le péage no 6 à la sortie de l'autoroute A31 et la zone d'activités ATLAS ;
- la ferme de la Charmotte ;
- la ferme de Vessevaux.

### Hydrographie
La commune est traversée par la ligne de partage des eaux entre les régions hydrographiques « la Seine de sa source au confluent de l'Oise (exclu) » et le bassin versant de la Saône au sein respectivement du bassin Seine-Normandie et du bassin Rhône-Méditerranée-Corse. Elle est drainée par le ruisseau de Flagey,.

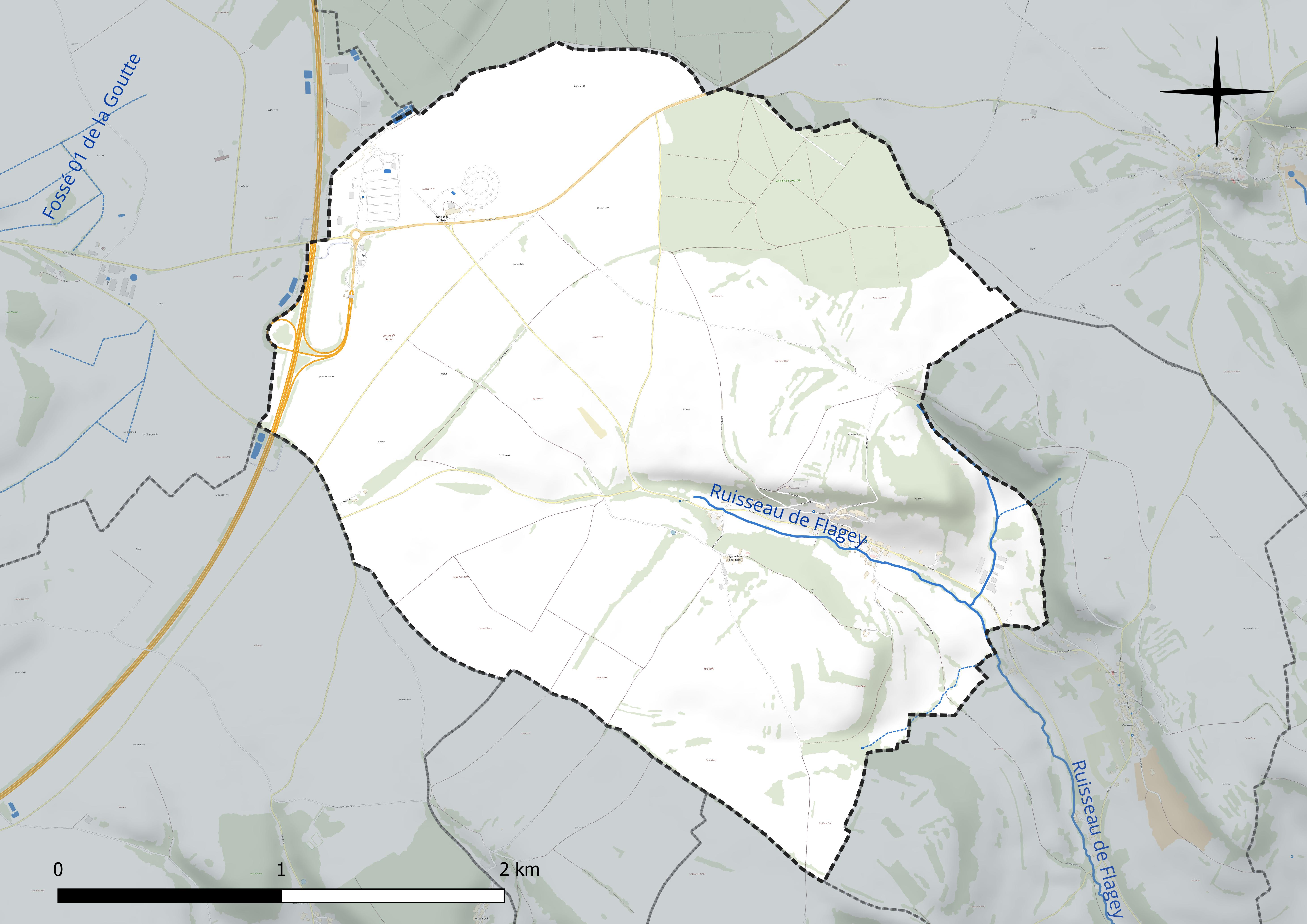
Réseau hydrographique de Flagey.

### Climat
Pour des articles plus généraux, voir Climat du Grand Est et Climat de la Haute-Marne.
En 2010, le climat de la commune est de type climat des marges montargnardes, selon une étude du Centre national de la recherche scientifique s'appuyant sur une série de données couvrant la période 1971-2000. En 2020, Météo-France publie une typologie des climats de la France métropolitaine dans laquelle la commune est exposée à un climat océanique altéré et est dans la région climatique  Lorraine, plateau de Langres, Morvan, caractérisée par un hiver rude (1,5 °C), des vents modérés et des brouillards fréquents en automne et hiver. 
Pour la période 1971-2000, la température annuelle moyenne est de 9,9 °C, avec une amplitude thermique annuelle de 16,9 °C. Le cumul annuel moyen de précipitations est de 933 mm, avec 13,5 jours de précipitations en janvier et 8,3 jours en juillet. Pour la période 1991-2020, la température moyenne annuelle observée sur la station météorologique de Météo-France la plus proche, « Langres », sur la commune de Langres à 10 km à vol d'oiseau, est de 10,2 °C et le cumul annuel moyen de précipitations est de 896,1 mm. 
La température maximale relevée sur cette station est de 38,8 °C, atteinte le 25 juillet 2019 ; la température minimale est de −21,2 °C, atteinte le 2 février 1956,,. 
Les paramètres climatiques de la commune ont été estimés pour le milieu du siècle (2041-2070) selon différents scénarios d'émission de gaz à effet de serre à partir des nouvelles projections climatiques de référence DRIAS-2020. Ils sont consultables sur un site dédié publié par Météo-France en novembre 2022.

## Urbanisme

### Typologie
Au 1er janvier 2024, Flagey est catégorisée commune rurale à habitat dispersé, selon la nouvelle grille communale de densité à sept niveaux définie par l'Insee en 2022.
Elle est située hors unité urbaine. Par ailleurs la commune fait partie de l'aire d'attraction de Langres, dont elle est une commune de la couronne,. Cette aire, qui regroupe 77 communes, est catégorisée dans les aires de moins de 50 000 habitants,.

### Occupation des sols
L'occupation des sols de la commune, telle qu'elle ressort de la base de données européenne d’occupation biophysique des sols Corine Land Cover (CLC), est marquée par l'importance des territoires agricoles (88 % en 2018), en augmentation par rapport à 1990 (84,2 %). La répartition détaillée en 2018 est la suivante : 
terres arables (70,5 %), forêts (12 %), zones agricoles hétérogènes (10,3 %), prairies (7,2 %). L'évolution de l’occupation des sols de la commune et de ses infrastructures peut être observée sur les différentes représentations cartographiques du territoire : la carte de Cassini (XVIIIe siècle), la carte d'état-major (1820-1866) et les cartes ou photos aériennes de l'IGN pour la période actuelle (1950 à aujourd'hui).

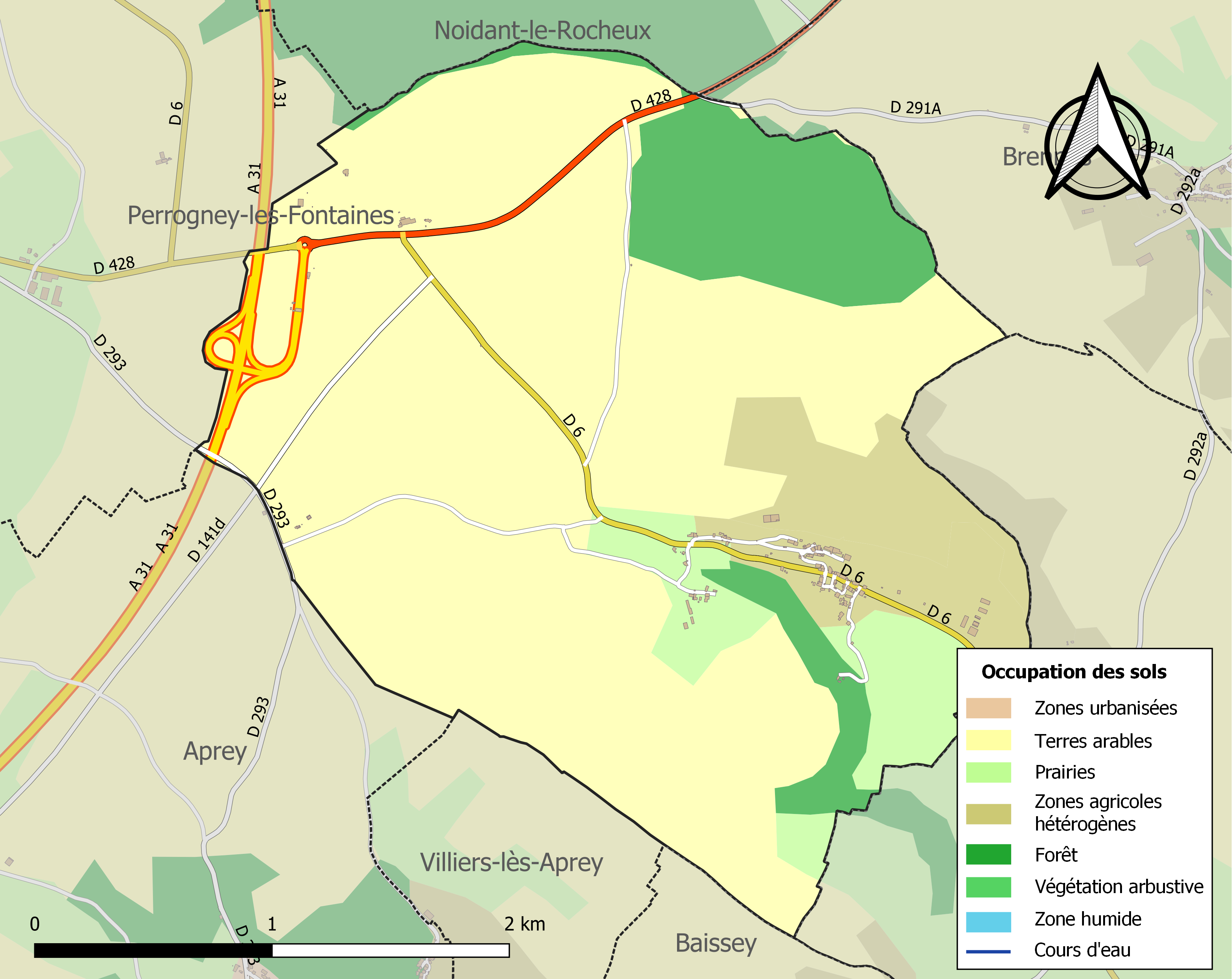
Carte des infrastructures et de l'occupation des sols de la commune en 2018 (CLC).

## Toponymie
Le nom de la localité est attesté sous les formes Flagiacum (1184) ; Flaigeium (1235) ; Flageium (1251) ; Flageyum (XIVe siècle) ; Flaigeyum (1436) ; Flagey (1675).

Flagey est un nom de famille qui dérive de flagel « flute », (surnom de joueur de flute) ou à rapprocher de l'ancien français flage (champ, champ de bataille).

## Histoire

### Carte de Cassini
|  |  |

La carte de Cassini ci-dessus montre qu'au XVIIIè siècle, Flagey est une paroisse implantée sur le Ruisseau de Flagey.

La chapelle de La Charmotte est représentée à l'ouest du village qui était alors plus peuplé, 280 habitants contre 80 actuellement.

### Passé ferroviaire du village
|  |  |  |

De 1883 à 1963, la commune de Flagey a été traversée par la ligne de chemin de fer de Poinson - Beneuvre à Langres, qui, venant de Brennes, contournait le village par le nord et se dirigeait vers Aujeurres.

La ligne passait au nord et la gare était située à environ 1 km à l'est du village.

A une époque où le chemin de fer était le moyen de déplacement le plus pratique, cette ligne connaissait un important trafic de passagers et de marchandises. 
	
À partir de 1950, avec l'amélioration des routes et le développement du transport automobile, le trafic ferroviaire a périclité et la ligne a été fermée en 1963. Les rails ont été retirés. Quelques tronçons de l'ancienne ligne subsistent encore de nos jours utilisés comme sentier de randonnée ou chemin d'exploitation agricole.

## Politique et administration
| Période                                  | Période   | Identité        | Étiquette | Qualité |
| ---------------------------------------- | --------- | --------------- | --------- | ------- |
| mars 2001                                | mars 2008 | Bernard Sanrey  |           |         |
| mars 2008                                | 2014      | Yannick Durenne |           |         |
| 2014                                     | 2020      | Sonia Biquet    |           |         |
| 2020                                     | En cours  | Sonia Guerard   |           |         |
| Les données manquantes sont à compléter. |           |                 |           |         |

## Population et société

### Démographie

#### Évolution démographique
L'évolution du nombre d'habitants est connue à travers les recensements de la population effectués dans la commune depuis 1793. Pour les communes de moins de 10 000 habitants, une enquête de recensement portant sur toute la population est réalisée tous les cinq ans, les populations de référence des années intermédiaires étant quant à elles estimées par interpolation ou extrapolation. Pour la commune, le premier recensement exhaustif entrant dans le cadre du nouveau dispositif a été réalisé en 2005.

En 2022, la commune comptait 70 habitants, en évolution de −14,63 % par rapport à 2016 (Haute-Marne : −4,62 %, France hors Mayotte : +2,11 %).
| 1793 | 1800 | 1806 | 1821 | 1831 | 1836 | 1841 | 1846 | 1851 |
| ---- | ---- | ---- | ---- | ---- | ---- | ---- | ---- | ---- |
| 187  | 197  | 221  | 197  | 190  | 202  | 212  | 206  | 240  |

| 1856 | 1861 | 1866 | 1872 | 1876 | 1881 | 1886 | 1891 | 1896 |
| ---- | ---- | ---- | ---- | ---- | ---- | ---- | ---- | ---- |
| 211  | 217  | 213  | 209  | 199  | 230  | 210  | 201  | 183  |

| 1901 | 1906 | 1911 | 1921 | 1926 | 1931 | 1936 | 1946 | 1954 |
| ---- | ---- | ---- | ---- | ---- | ---- | ---- | ---- | ---- |
| 178  | 162  | 183  | 150  | 150  | 146  | 159  | 139  | 139  |

| 1962 | 1968 | 1975 | 1982 | 1990 | 1999 | 2005 | 2006 | 2010 |
| ---- | ---- | ---- | ---- | ---- | ---- | ---- | ---- | ---- |
| 120  | 96   | 69   | 79   | 60   | 64   | 78   | 83   | 86   |

| 2015 | 2020 | 2022 | - | - | - | - | - | - |
| ---- | ---- | ---- | - | - | - | - | - | - |
| 82   | 74   | 70   | - | - | - | - | - | - |

## Économie
La commune ne dispose d'aucune industrie. L'économie est plus tournée vers l'agriculture, et le tertiaire.

## Lieux et monuments
- Église Saint-Isidore de Flagey

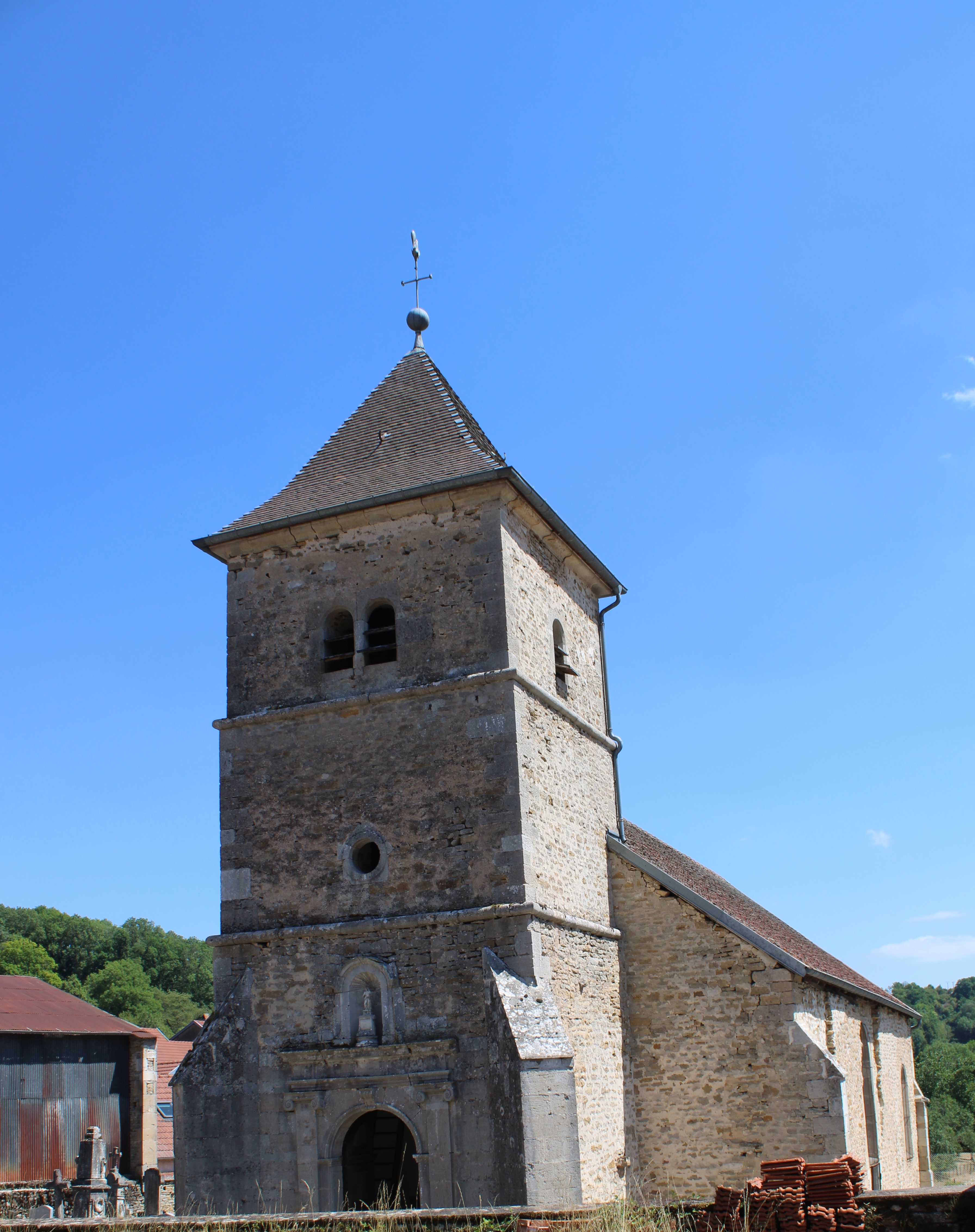
Église de Flagey.

- La chapelle Notre-Dame de la Charmotte[21].